# Ginásio Pinhalense de Esportes Atléticos
Ginásio Pinhalense de Esportes Atléticos é uma agremiação esportiva brasileira da cidade de Espírito Santo do Pinhal, interior do estado de São Paulo, fundada em 17 de julho de 1937. Suas cores são vermelha e branca.

## Títulos
| ESTADUAIS | ESTADUAIS                      | ESTADUAIS | ESTADUAIS  |
|           | Competição                     | Títulos   | Temporadas |
| --------- | ------------------------------ | --------- | ---------- |
|           | Campeonato Paulista – Série A3 | 1         | 1977       |
| TOTAL     |                                |           |            |
|           | Competição                     | Títulos   | Temporadas |
|           | Títulos oficiais               | 1         | 1 Estadual |